# Saint-Tite
Saint-Tite är en stad (kommun av typen ville) och tätort (centre de population) i provinsen Québec i Kanada. Den ligger i regionen Mauricie, i den sydöstra delen av landet, 280 km nordost om huvudstaden Ottawa. Antalet invånare vid folkräkningen 2021 var 3 672 i kommunen och 2 190 i tätorten.